# Umesh Vazirani
Pour les articles homonymes, voir Vazirani.
Umesh Virkumar Vazirani (hindi : उमेश वीरकुमार वज़ीरानी) est un professeur et chercheur en informatique à l'université de Californie à Berkeley. C'est un spécialiste d'informatique quantique.

## Biographie
Vazirani a fait son Ph.D. à Berkeley sous la direction de Manuel Blum.
Il a été lui-même le directeur de thèse de Sanjeev Arora, Scott Aaronson et Madhu Sudan notamment.
Son frère Vijay Vazirani est lui aussi une personnalité en informatique théorique.

## Travaux
Vazirani est l'un des fondateurs de l'informatique quantique. Il a notamment introduit le modèle des machines de Turing quantiques (en) et la transformée de Fourier quantique qui est utilisée dans l'algorithme de Shor.
Il a aussi travaillé sur de l'algorithmique plus classique, comme la recherche de séparateurs dans un graphe.

## Distinctions
Prix Fulkerson 2012, avec Sanjeev Arora et Satish Rao, pour leurs travaux sur les séparateurs de graphes.